# Selección femenina de baloncesto sub-18 de China Taipéi
La Selección femenina de baloncesto sub-19 de China Taipéi es el equipo formado por jugadores de nacionalidad taiwanesa entre los 16 a 17 años, que representa a la Asociación de Baloncesto de China Taipéi en las competiciones internacionales organizadas por la Federación Internacional de Baloncesto (FIBA): el Campeonato Mundial de Baloncesto Femenino Sub-17 y el Campeonato FIBA Asia Sub-16.

## Participaciones

### Campeonato FIBA Asia Sub-16
| Año  | Sede                | Posición                                         |
| ---- | ------------------- | ------------------------------------------------ |
| 2009 | Pune, India         | 3°                                               |
| 2011 | Jinan, China        | 4°                                               |
| 2013 | Colombo, Sri Lanka  | 4°                                               |
| 2015 | Medan, Indonesia    | 4°                                               |
| 2017 | Bangalore, India    | Fase de grupos                                   |
| 2019 | Canberra, Australia | Cancelado por la pandemia de COVID-19 en Oceanía |
| 2021 | TBA, ?              | Por determinar                                   |

### Campeonato Mundial de Baloncesto Sub-17
| Año  | Sede                              | Posición     |
| ---- | --------------------------------- | ------------ |
| 2010 | Rodez y Toulouse, Francia         | No clasificó |
| 2012 | Ámsterdam, Países Bajos           | No clasificó |
| 2014 | Klatovy y Pilsen, República Checa | No clasificó |
| 2016 | Zaragoza, España                  | No clasificó |
| 2018 | Minsk, Bielorrusia                | No clasificó |
| 2020 | Cluj-Napoca, Rumania              | No clasificó |
| 2022 | Debrecen, Hungría                 | No clasificó |